# 柴田宏
柴田 宏（しばた ひろし、1935年7月26日 - ）は、日本の元陸上競技選手。専門は三段跳で、1956年メルボルンオリンピック及び1960年ローマオリンピックの陸上競技日本代表選手。引退後は陸上競技関連組織・団体で要職を歴任。

## 経歴

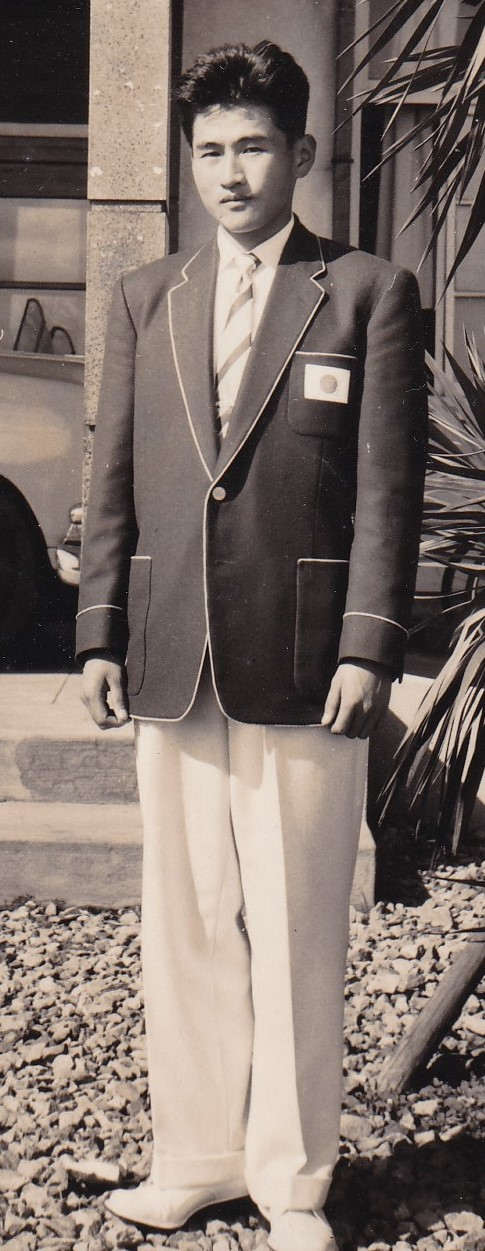
1956年11月4日 日本陸連壮行会当日 岸記念体育会館

- 1953年　全国インターハイで三段跳6位入賞。
- 1954年　都立青山高校卒業、松屋百貨店入社。
  - 東京陸上競技選手権で走幅跳優勝、三段跳も優勝、以降３連覇。関東百貨店対抗陸上で三段跳優勝、以降連覇。
- 1955年　国民体育大会青年の部三段跳準優勝。
- 1956年　五輪代表選考を兼ねた日本陸上競技選手権大会で三段跳準優勝。15m88は当時世界歴代8位。
  - メルボルン・オリンピックに三段跳の日本代表として出場。
- 1957年　中央大学入学。
  - 日本学生対校選手権（日本インカレ）で走幅跳優勝、三段跳準優勝。国際学生スポーツ週間（ユニバーシアードの前身）パリ大会日本代表として出場走幅跳4位、三段跳4位入賞。
- 1958年　日本インカレの三段跳で織田幹雄が持つ大会記録を29年ぶりに更新して優勝。
- 1959年　日本インカレの三段跳で大会新記録を更新連覇。4×100m走は学生タイ記録で優勝。日本選手権三段跳優勝。第1回ユニバーシアード・トリノ大会に日本代表として出場。三段跳3位入賞。4X100m6位。
- 1960年　ローマ・オリンピックに三段跳、及び4X100m走の日本代表として出場。
- 1961年　八幡製鐵（現・日本製鐵）入社。日本学生陸上競技連合から勲功章を受章。全国勤労者陸上の三段跳で優勝。
- 1962年　全日本実業団対抗陸上の三段跳及び4X100m走で優勝。
- 1963年　福岡県国体予選の三段跳で16m05の自己新記録。
- 1964年　五輪代表選手選考競技会の三段跳で2位(16m02)となるも、代表には選ばれず。
- 1965年　日本選手権の十種競技で4位入賞。
- 1966年　九州陸上競技選手権の三段跳、3位に終わる。
- 1983年　日本陸上競技連盟強化委員会ジュニア強化部委員。
- 1986年　日中豪対抗ジュニア陸上競技選手権の日本選手団監督。
- 1987年　日本陸上競技連盟強化委員会ジュニア強化部長
- 1988年　第2回世界ジュニア陸上選手権日本選手団監督。
- 1991年　第3回世界陸上選手権・東京大会のLOCプロトコール部長。
- 1995年　日本陸上競技連盟事務局長[1]。
- 1996年　日本陸上競技連盟から秩父宮章を受章。
- 1999年　日本陸上競技連盟理事
- 2006年　東京マラソン組織委員会企画参与。日本陸上競技連盟から功労賞を受賞。
- 2012年　スポーツ塾「J.VIC」アドバイザー。
- 2014年　日本陸上OB会（現・日本陸上倶楽部）第7代会長。